# Kathedraal van Zagreb
De Kathedraal van Zagreb (Kroatisch: Zagrebačka katedrala) is een kathedraal opgedragen aan Maria-Tenhemelopneming, en de heilige koningen Stefanus I van Hongarije en Ladislaus I van Hongarije. De kerk ligt in Kaptol, het hoge stadsdeel van Zagreb, hoofdstad van Kroatië. Het is de titelkerk van het rooms-katholiek aartsbisdom van Zagreb, sinds 1997 geleid door kardinaal Josip Bozanić. Het bisschoppelijk paleis bevindt zich vlak naast de kerk.
De gotische kerk dateert uit het midden van de 13e eeuw. De kerk werd van 1880 tot 1906 grondig hersteld, gerestaureerd en uitgebreid na de aardbeving van 1880. De twee torens zijn 108 m hoog en vormen daarmee het hoogste bouwwerk van Kroatië.
Op 22 maart 2020 raakte de kathedraal opnieuw beschadigd door een aardbeving, waarbij een van de torenspitsen afbrak. De kerk werd gesloten voor een ingrijpend restauratieproces. Het streven is dat met kerstmis 2025 de eerste publieke Eucharistieviering weer plaats kan vinden. 